# Javier Asbun
Javier F. Asbun (ur. 1 czerwca 1953) – boliwijski strzelec, olimpijczyk. 
Brał udział w Letnich Igrzyskach Olimpijskich 1984 (Los Angeles). Startował tylko w trapie, w którym zajął 62. miejsce.

## Wyniki olimpijskie
| Igrzyska | Konkurencja | Wynik       | Miejsce | Źródło |
| -------- | ----------- | ----------- | ------- | ------ |
| IO 1984  | Trap        | 161 punktów | 62.     | [ 1 ]  |